# Тилбергс, Олегс
Олегс Тилбергс (латыш. Oļegs Tillbergs; род. 8 февраля 1956, Саулкрасты, Латвийская ССР) — латышский художник, скульптор, мастер инсталляции (видеоинсталляции), лауреат крупнейшей художественной премии Финляндии «Ars Fennica» (1994).

## Биография
Родился 8 февраля 1956 года в городе Саулкрасты.
С 1981 по 1986 годы обучался на отделении интерьерного дизайна Латвийской академии художеств.
Преподаватель кафедры дизайна среды Латвийской Академии художеств, профессор.

## Творчество
Индивидуальные выставки
- 2000 — «Formula X», Художественный музей, Рига
- 1997 — Инсталляции «Hands Off…» в рамках 5-летия Фонда Сороса, ЛНБ, Рига

 — Инсталляция «Flowers», Рига
 — Инсталляция «White Wings» в рамках международного семинара «Oil terminals in Eastern Baltics — environmental problems», Юрмала
- 1996 — «Little Boy’s Dream in a Falling Airplane», IFA Gallery, Берлин
- 1995 — «Look into My Eyes» («Посмотри мне в глаза»)[3], Arsenāls — Fine Arts Museum, Рига

 — «Conjuncture», Городской художественный музей, Хельсинки
 — «Conjuncture», South Karelian Art Museum, Лаппеэнранта, Финляндия
- 1994 — «Conjuncture», Художественный музей, Оулу

 — «Konjunktur», Городской художественный музей Im Sophienhof, Киль, Германия
 — «Flood», Gallery M6, Рига
- 1992—1993 — Gallery Nemo, Эккернфёрде, Германия
- 1991 — «Total Loneliness», Gallery Kolonna, Рига
- 1989 — «Tabuzonen», Agency Inter-Art, Западный Берлин

Коллективные выставки
- 2012 — «Двери», Латвийская Академия художеств, Рига[4]
- 2003 — «Wild Photographers», Communication Centre

 — «Dream Factory», Рига
 — Land Art project, Баку, Азербайджан
- 2002 — «Nothing Personal», City Gallery, Бремен, Германия

 — «Морской конек», работа «В ожидании коня», Рига
- 2001 — «Metropolis. Rga», Riga Stock Exchange, Рига; инсталляция «Personal History» (cat.)

 — «Identity», Riga Gallery (cat.)
 — «GooseFlesh», International Visual Arts Project, Раквере, Эстония;
 — перформанс «The Baltic Times», Contemporary Art from Estonia, Latvia and Lithuania, Музей современного искусства, Загреб, Хорватия (cat.)
 — «Reanimation» в рамках Days of Art 2001, замок «Zvārtava», Латвия;
 — инсталляция «The Sea» (1987)
 — «New Reality. Identification», выставка в рамках 5-летия International Art Fair ART MOSCOW programme, ЦДХ, Москва, Россия (cat.)
- 1999 — выставка в рамках международного семинара «Art and Spirituality», Музей иностранного искусства, Рига
- 1998 — «Dense River», Gallery Noass, Рига

 — «Art from Estonia, Latvia, Lithuania», Gallery Collegium Artisticum, Сараево, Босния и Герцеговина
 — «Ventspils Tranzts Terminls», 6-й ежегодный SCCA-Рига
 — выставка Art Propaganda Train, Музей истории и искусства, Вентспилс
 — The 2nd World-wide Latvian Contemporary Art Exhibition, Выставочный зал «Латвия», Рига
- 1997 — «Art of Simple Things», Gallery Bastejs, Рига

 — «Henna and Pertti Niemistö Collection of Contemporary Art», Художественный музей Хямеэнлинна, Финляндия
 — «Opera», в рамках 5-й годовщины Фонда Сороса Contemporary Arts — Riga Exhibition, Latvian Daile Theatre, Riga
 — «House in Bolderja», Bolderja, Рига
- 1996 — «Personal Time. Art of Estonia, Latvia and Lithuania 1945—1996», The Zacheta Gallery of Contemporary Art, Варшава

 — Central Exhibition Hall Manezh, Санкт-Петербург
 — «Geo — eo», 4-я ежегодная выставка SCCA-Рига, Pedvle Art Park, Сабиле, Латвия
- 1995 — «Monument», 3-я ежегодная выставка SCCA-Рига, Латвийский музей фотографии, Рига

 — «Port of Art», Котка, Финляндия
- 1994 — «State», 2-я ежегодная выставка SCCA-Рига, Riga Television Channel 4 The 22nd Sao Paulo Biennial, Сан Пауло, Бразилия

 — «Firkspedvle Conversations 94», Pedvle, Сабиле, Латвия
 — «Zoom Factor», 1-я ежегодная выставка SCCA-Рига, Exhibition Hall Latvija, Рига
- 1993 — «Sensation No. 30», Arsenāls — Fine Arts Museum, Рига

 — Вселатвийская художественная акция «ep!» в 33-х городах
 — Baltic Sea Sculpture Exhibition, Висбю, Швеция
 — «Das Gedächtnis der Bilder. Baltische Photokunst heute», (The Memory of I mages. Baltic Photo Art Today), City Art Gallery Im Sophienhof, Киль, Германия; Art Hall Росток, Германия; Exhibition Hall Latvija, Рига, Латвия
 — «Ldz-svars. Like-vekt. Equi-librium», Baltic-Nordic Contemporary Art.- Exhibition Hall Latvija, Рига
- 1992 — «Forma Anthropologica» Exhibition of Baltic States, художественный зал, Таллинн, Эстония

 — «Das steinerne Licht» (The Stony Light), Ostsee Biennale, Kunsthalle Росток, Германия
 — International Sculpture Quadrennial «Riga 92», Рига, Латвия
 — «Prmijas: Aktuelle Kunst aus Riga» (Railway Points), City Art Hall Am Hawerkamp, Мюнхен, Германия
 — «Paaudze. Sukupolvi. Generation», Художественный музей, Пори, Финляндия
- 1991 — «Fiatal Müveszek Rigaból» (Young Artists Riga), Художественный музей Mücsarnok, Будапешт, Венгрия

 — «Fem fran Riga. Lettisk avantgarde» (Five from Riga. Latvian Avantgarde), Kulturhuset, Стокгольм, Швеция
 — «Europe Unknown», The 1st European Young Artists’Exhibition, Краков, Польша
 — «Mon tid — pilot» (My Time — Pilot), Exhibition Hall Den Frie, Копенгаген, Дания
- 1990 — «Railway Points», Gallery Jòa sta, Рига

 — «Idea. Space. Material», Art Hall, Таллин, Эстония
 — «Randteckning», Fem konstnärer fran Riga ("Пять художников из Риги), Galleri Konstnärscentrum (Gallery of the Artists’ Union), Мальмё, Швеция
 — Rauma Biennale Balticum, Museum of Art, Раума, Финляндия
 — «Latvia — the XX Century’s Somersault. 1940—1990», Exhibition Hall Latvija, Рига